# Зелёный луч (Дюшан)
«Зелёный луч» (фр. Le Rayon vert) — утраченная художественная композиция французского и американского художника Марселя Дюшана, созданная по его указаниям американским архитектором Фредериком Джоном Кислером для Международной сюрреалистической выставки 1947 года. Сюрреалистический объект представлял собой ящик, куда было помещено изображение моря с линией горизонта. Зритель смотрел внутрь через отверстие, за которым, перед видом моря, были помещены цветные стёкла, а на заднем плане зелёным светом мерцала лампочка. Предполагается, что инсталляция отсылала к оптическому природному явлению, известному как зелёный луч, вспышке зелёного света в момент исчезновения солнечного диска за горизонтом или появления его из-за горизонта. Также вероятны аллюзии к одноимённому роману 1882 года французского писателя Жюля Верна, где учёный не видел ничего примечательного в зелёном луче, а художник и девушка, в которую он влюблён, наоборот, стремятся проникнуться красотой этого явления.

## История

### Создание
Международная сюрреалистическая выставка (Exposition Internationale du Surrealisme) прошла с 7 июля по 30 сентября 1947 года в парижской галерее Мейт (Galerie Maeght), чья деятельность началась за два года до этого. Это была первая послевоенная международная выставка представителей движения, разбросанных по миру событиями Второй мировой войны. В ней приняли участие 88 художников из 24 стран. Главной идеей была заявлена тема — «преодоление». Оформлением занимались Дюшан, Кислер и Роберто Матта. Наиболее запоминающимися композициями были «Зелёный луч» Дюшана, «Чёрное озеро» Эрнста, «Антитабу» Кислера. Дюшан с 1942 года находился в США, а после окончания войны вернулся во Францию, где обнаружил, что его имя уже малоизвестно в художественных кругах Парижа. В 1947 году он получил приглашение от основоположника сюрреализма Андре Бретона разработать концепцию выставки и согласился. Дюшан придумал оформление «Зала Суеверий» и «Зала Дождя»; в последнем с потолка падала вода и находился бильярдный стол. Также ему принадлежала идея лабиринта с бесчисленным количеством тупиков, в виде щитов-барьеров, покрытых зелёной тканью. Так как Дюшан вынужден был уехать раньше начала выставки, по просьбе Бретона, на основе его письменных инструкций работу воплотил Кислер, приехавший специально из Нью-Йорка. В частности, кроме оформления убранства помещений, архитектор создал инсталляцию Дюшана «Зелёный луч».

### Описание и художественные особенности
Инсталляция представляла собой изображение с видом моря и линией горизонта, помещённое в ящик. Перед снимком находились цветные стёкла, которые вызывали «оптическую иллюзию реального пейзажа». Для осмотра было предусмотрено круглое отверстие в сукне, а зелёная, мерцающая подсветка внутри конструкции за фотографией создавала эффект нереального, «другого мира». Это ещё более усиливалось тем, что произведение находилось в традиционном для сюрреалистических выставок полумраке, что дополнительно притягивало к себе посетителей. Пейзаж был расположен под небольшим углом, в результате чего для зрителя линия горизонта была несколько наклонена, словно он находился на лодке в бушующем море. Эта аллюзия подчёркивалась в выставочном описании: «Сквозь иллюминатор сияет „Зелёный луч“ Марселя Дюшана» (Un hublot laisse passer le Rayon Vert de MARCEL DUCHAMP). В названии и концепции произведения содержится отсылка к оптическому природному явлению, известному как зелёный луч (вспышка). Оно представляет кратковременную вспышку ярко-зелёного, изумрудного света в момент исчезновения солнечного диска за горизонтом (или появления его из-за горизонта), чаще всего на море. Этот эффект основан на преломлении (рефракция) солнечных лучей в атмосфере и разложении (дисперсия) их в спектр при преломлении. 
Французский специалист в области современного искусства Каролин Кро (Caroline Cros) отмечала, что коллаж «представлял собой смотровое отверстие размером с женскую грудь или небольшое круглое зеркало, через которое можно было наблюдать оптическую иллюзию — вид ночного морского горизонта, тускло освещённый таинственным источником света». По оценке российского искусствоведа Ивана Мосина, шуточная композиция показывала, что «между иллюзией и реальностью нет практически никаких границ». Немецкий историк искусства Герберт Молдерингс связал идею инсталляции с романом Жюля Верна «Зелёный луч» (Le Rayon vert; 1882). Согласно сюжету Сэм и Сиб Мельвили, шотландцы из древнего дворянского рода, воспитывают свою племянницу Елену Кампбель, оставшуюся после смерти матери сиротой. Братья строят планы о браке девушки с богатым Аристобюлюсом Урсиклосом, молодым учёным-педантом, лишённым всяческого художественного воображения. Елена заявляет опекунам, что готова выйти замуж после того как увидит зелёный луч, с которым связана легенда о том, что свидетель этого явления никогда не сможет ошибаться в намерениях и скренности чувств людей. Родственники отправляются на Гебридские острова, где в это время находится Урсиклос. Там девушка знакомится с художником Оливером Синклером, между ними возникает симпатия. Урсиклос с физической точки зрения объясняет зелёный луч как простое оптическое явление, а Синклер видит в нём красоту природы. Он иронически предлагает учёному написать работы на темы «какое имеют влияние рыбьи хвосты на движение моря» и «влияние духовых инструментов на образование бурь». По разным причинам героям долго не удаётся увидеть вожделенный луч, а когда это всё же происходит, то из персонажей на него не обращают внимание только Елена и Оливер. В этот момент они смотрят друг другу в глаза и понимают, что любят друг друга. Они женятся, а Урсиклос остаётся не у дел. Предполагается, что Дюшан в 1947 году уже был знаком с романом Верна, и со своим «игривым, ироничным, нелинейным умом» отождествлял себя с художником Синклером, который завоевал девушку, остроумно высмеивая сухие научные доводы своего соперника. Кроме того, значительная часть образов романа перекликается с собственными экспериментами Дюшана, связанными с оптикой и стереоскопией.
Работа Дюшана была утеряна. Некоторое время её путали с другим фотоколлажем с выставки, на котором, среди прочего, были изображены морской пейзаж и пасмурное небо. Сохранился эскиз композиции Кислера (25.2 x 33.8 cm, Художественный музей Филадельфии), а также её снимок, выполненный фотографом выставки 1947 года, Дениз Беллон,